# 최정진
최정진(1980년 ~ )은 대한민국의 시인이다.

## 약력
2007년 《실천문학》 등단

## 저서

### 시집
- 《버스에 아는 사람이 탄 것 같다》(문학과지성사, 2020) ISBN 978-89-320-3609-0
- 《동경》(창비, 2011) ISBN 978-89-364-2337-7